# Evelyn Chumbow
Evelyn Chumbow est Directrice du plaidoyer et du Leadership des survivants au Human Trafficking Legal Center. De nationalité camerounaise, elle a survécu au trafic d'enfant par le travail et est devenu une militante anti trafic et une conférencière publique. Chumbow a consacré sa vie à mettre fin à l'esclavage moderne.

## Biographie

### Enfance, Débuts et Études
Evelyn Chumbow  est amenée aux États-Unis depuis le Cameroun à l'âge de 9 ans et est forcée de cuisiner, de faire le ménage et de s'occuper des enfants de son trafiquant. Elle n'a jamais reçu de rémunération pour pour son travail et tout espoir de s'échapper a été sapé par le coups constants qu'elle recevait de son trafiquant. Après des années de captivité, elle réussi finalement à s'échapper et son trafiquant a été condamné à 7 ans de prison. Aujourd'hui, Chumbow travaille sans relâche pour sensibiliser et défendre les droits des autres survivants. Elle croit fermement à la nécessite de développer les compétences professionnelles des survivants et consacre son temps à faire du bénévolat au niveau local pour guider les communautés sur la manière de créer des opportunités d'emploi pour les survivants de la traite. Chumbow obtient sa licence en sécurité intérieur à l'Université du Maryland University College. Elle espère tirer parti de sa position unique d'ancienne enfant esclave pour mettre la traite des êtres humains en Afrique de Ouest, dans sa ville natale et dans le reste du monde.

### Carrière
Chumbow est invitée à informer plusieurs agences gouvernementales sur la traite des êtres humains du point de vue des survivants, notamment le ministères de la sécurité intérieurs, le FBI, le département d'état et le ministère de la justice. Ensuite elle est nommée par le président Obama pour siéger au conseil consultatif américain sur la traite des êtres humains. Chumbow est invité à prendre la parole au Forum de Paris sur la paix en 2019 et à la conférence des femmes de la Fondation Thomson Reuters en 2014. En 2016, elle se rend au Cameroun pour informer la conférence Freedom for All sur les meilleures pratiques pour soutenir les survivants de la traites qui rentrent chez eux après le Moyen-Orient, en mettant l'accent sur la création d'opportunités d'emploi rémunéré. En 2021 elle travaille avec une coalition de leaders survivants pour mener une enquêtes sur le racisme dans le mouvement de lutte contre la traite au sein de la communauté des survivants. À la suite des résultats de l'enquête, Chumbow a coécrit l'éditorial Racism and Anti Trafficking Mouvement: Survey Results and Personal Reflections.Parmi ses nombreuses distinctions, Chumbow a reçu le prix Abolitionist Award 2021 du Nomi Network, le prix African Heroine Award 2018 de l'Ohio University African Student Union et le prix Peace Seeking Award 2015 de la Presbiterian Peace Fellowship. En 2021, Chumbow a été sélectionner pour participer au lancement de Voices of Freedom une initiative crée par StoryCorps et l'administration for children  and Families, en l'honneur de la journée mondiale contre la traite des êtres humains. Chumbow est conseillere auprès d'ONG de lutte contre la traite des êtres humains. Elle sieges actuellement au conseil d'administration de Free the Slaves. De 2015 à 2021, elle a travaillé au cabinet d'avocats Baker & McKenzie LLP à Washinton, DC, où elle a eu l'occasion de soutenir des initiatives bénévoles liées à la traite des êtres humains et aux droits de l'homme.